# Schleiz
Schleiz ist die Kreisstadt des Saale-Orla-Kreises und liegt im Südosten Thüringens an der Wisenta, einem Nebenfluss der Saale, auf den Hochebenen des Vogtlandes. In der Landesplanung wird die Stadt als Mittelzentrum eingestuft. Bekannt ist Schleiz vor allem als ehemalige Residenzstadt des Fürstentums Reuß-Schleiz und für das Schleizer Dreieck, eine der ältesten Motorsport-Rennstrecken Deutschlands.

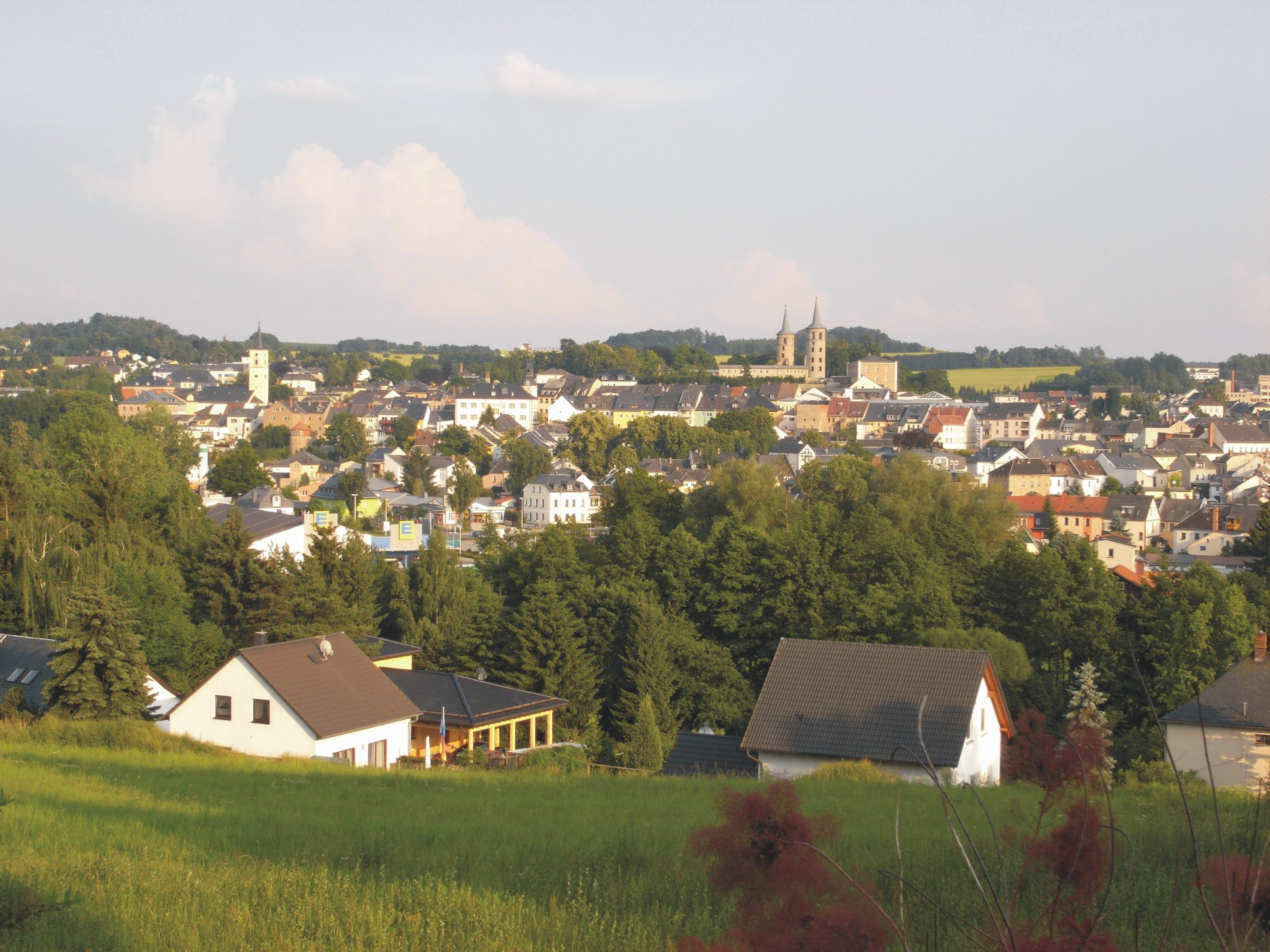
Blick von der Bergkirche auf Schleiz

## Geographie

### Geographische Lage
Schleiz liegt im thüringischen Teil des Vogtlands unweit der Landesgrenzen zu Sachsen und Bayern. Die Stadt wird in Ost-West-Richtung von der Wisenta, einem Nebenfluss der Saale durchflossen. Schleiz liegt auf der Hochfläche des thüringischen Vogtlands, die im Westen steil zum Saaletal, wo sich auch die großen Saaletalsperren befinden, abfällt. Die Umgebung ist von einer Hügellandschaft geprägt, aus der keine größeren Spitzen herausragen und auf der Wald und Freiflächen einander abwechseln. Höchste Erhebung im Schleizer Raum ist die Hirschraufe südlich von Schleiz mit 596 m. Nördlich liegt ein Gebiet, welches als Seenplatte bezeichnet wird und mit den Plothener Teichen auch das größte natürliche Teichgebiet Thüringens umfasst. Vorherrschende Gesteinsarten sind Schiefer und tonige und sandige Gesteine aus dem Keuper.
Das Ostthüringische Schiefergebirge erstreckt sich über die Flächen um Bad Lobenstein, Schleiz und Zeulenroda. Die Böden sind vorwiegend aus quarzistisch gebändertem Tonschiefer und Quarzsandsteinen hervorgegangen.
Quellmulden sowie schmale Tallagen der Flüsse und Bäche sind typische Grünlandstandorte. Ackerbau wird auf plateauartigen Geländerücken, welligen Ebenen und Flachhängen begünstigt. Auf sonstigen Lagen überwiegt die forstliche Nutzung.

### Nachbargemeinden
Angrenzende Gemeinden sind im Uhrzeigersinn von Norden Eßbach, Volkmannsdorf, Neundorf (bei Schleiz), Görkwitz, Oettersdorf, Löhma, Zeulenroda-Triebes (Stadt; Landkreis Greiz), Kirschkau, Pausa-Mühltroff (Stadt; Vogtlandkreis), Tanna (Stadt), Saalburg-Ebersdorf (Stadt), Remptendorf.
| Eßbach (9 km)              | Volkmannsdorf (6 km) | Neundorf (bei Schleiz) (4 km) | Görkwitz (2 km) | Oettersdorf (3 km) | Löhma (5 km) | Kirschkau (6 km) | Zeulenroda-Triebes (14 km) |
| Remptendorf (12 km)        |                      |                               |                 |                    |              |                  |                            |
| Saalburg-Ebersdorf (12 km) | Tanna (10 km)        | Pausa-Mühltroff (11 km)       |                 |                    |              |                  |                            |

Die Entfernungsangaben beziehen sich auf die Entfernung bis zum Ortszentrum.

### Stadtgliederung
Schleiz umfasst neben der Kernstadt fünfzehn weitere Ortsteile, die überwiegend eingemeindete Dörfer sind (in Klammern das Jahr resp. Datum der urkundlichen Ersterwähnung):
- Burgk (1365)
- Burgkhammer (6. Januar 1366)
- Crispendorf (1290)
- Dörflas (11. März 1489)
- Dröswein (1378)
- Erkmannsdorf (11. März 1394)
- Gräfenwarth (14. August 1325)
- Grochwitz (1425)
- Isabellengrün (13. September 1751)
- Langenbuch (6. Juni 1377)
- Lössau (25. November 1335)
- Möschlitz (23. Juni 1333)
- Oberböhmsdorf (23. Juni 1333)
- Oschitz (23. Juni 1333)
- Wüstendittersdorf (21. Juni 1302)
- Kernstadt Schleiz (1232)

Referenz für Burgk, Burgkhammer und Isabellengrün:

## Geschichte

### Anfang bis 19. Jahrhundert
Aus dem Dorf slawischer Sorben „Slowicz“ („Leute des Slava“) entwickelte sich eine Burgsiedlung. Die mittelalterliche Burg, das Schloss Schleiz, wurde von den Herren von Lobdeburg errichtet. So entstand die Stadt Schleiz aus dem Dorf Slowicz. Schleiz wurde 1232 erstmals urkundlich erwähnt. Schon 1297 wurde der Ort Oppidum (lat. Stadt) genannt. Einer der Hauptgründe dieser Entwicklung war die günstige Lage an der Verbindungsstraße von Nürnberg nach Naumburg und Leipzig.
Eine seit etwa 1200 bestehende Siedlung („Altstadt“) und eine unmittelbar neben dieser Siedlung gegründete „Neustadt“ sind weitere Wurzeln von Schleiz. Die Neustadt beherbergte eine Burg und war von einer Stadtmauer umgeben. Altstadt und Neustadt von Schleiz waren lange Zeit völlig selbständige Orte, deren Bürger mit unterschiedlichen Rechten und Pflichten versehen waren. Erst am 2. Dezember 1482 schlossen sich beide Kommunen zu einer Stadt zusammen. 1575 starben in Schleiz 720 Personen an der Pest.:3

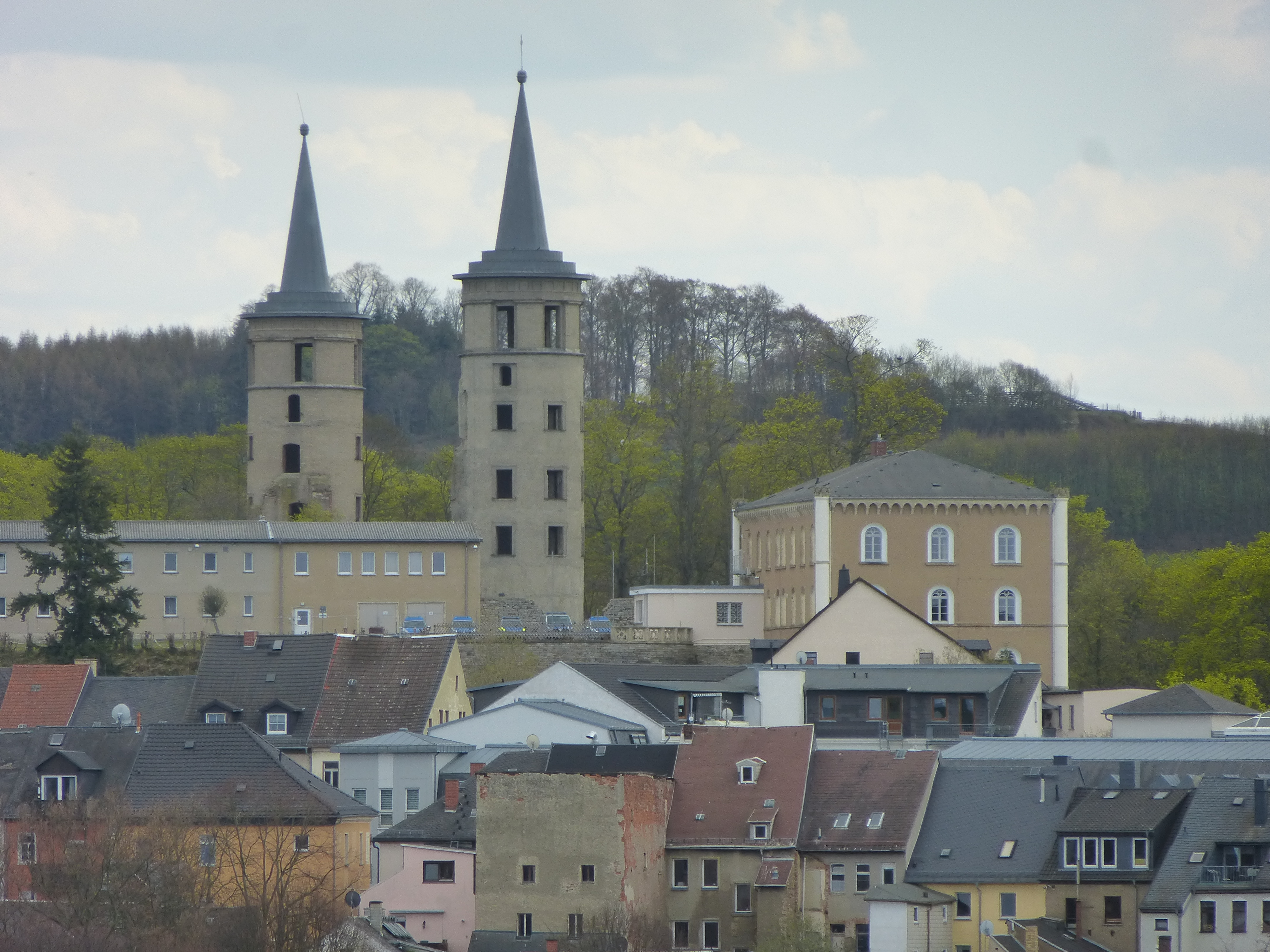
Ruine von Schloss Schleiz

Nachdem im Jahre 1475 das Schloss vollständig einem Großbrand zum Opfer gefallen war, erbauten die Herren von Gera eine neue Anlage auf den ehemaligen Grundmauern der Burg. Von 1647 bis 1848 residierten im Schloss die Grafen und späteren Fürsten Reuß-Schleiz.:8 Diese Anlage brannte 1689 ebenfalls vollständig ab. Der alte Bergfried – Hausturm genannt – wurde ebenfalls mit den anderen Befestigungsanlagen 1689 abgetragen. Das Schloss erweiterte man im 18. Jahrhundert bis 1753 der Barockbau vollendet wurde. Im August 1721 gab Johann Sebastian Bach gemeinsam mit der hiesigen Hofkapelle Konzerte auf dem Schleizer Schloss. Nach einem neuerlichen Großbrand im Jahre 1837 entstand auf den Gewölben des Erdgeschosses jenes Schloss, welches 1945 im Bombenhagel unterging. Die heute noch als Ruine stehenden Rundtürme stammen aus dieser Zeit.
In den Jahren 1608–1628 kam es in Schleiz zu Hexenverfolgungen, denen zwei Frauen und ein Mann zum Opfer fielen.
Die Grafen Reuß zu Schleiz bauten in mehreren Etappen ab 1704 auf dem „Grauen Berg“ in Heinrichsruh südlich von Schleiz ein Lustschlösschen. Am 6. Juni 1750 fand dort das erste Vogelschießen statt. Ab 1777 erfolgte die Anlage eines Parks. Jene Jahre werden als Glanzzeit von Heinrichsruh bezeichnet.
Im Feldzug gegen Preußen zogen am 9. Oktober 1806 französische Truppen unter Napoleon Bonaparte durch die Stadt. Um den Kaiser zu beeindrucken, griff sein Kavallerieführer Joachim Murat in der Nähe lagernde preußische und sächsische Truppen an, wurde aber zurückgeworfen. Erst das Eingreifen von Infanterie unter Marschall Bernadotte entschied den Kampf zu Gunsten der Franzosen. Diese verloren rund 200 Soldaten, während auf preußischer Seite die Verluste durch Tod, Verwundung und Gefangennahme 500 Mann betrugen. Das Gefecht bei Schleiz war das erste große Aufeinandertreffen preußischer und französischer Truppen in diesem Krieg.
Zu Pfingsten des Jahres 1844 trafen sich Vertreter mehrerer christlicher Studentenverbindungen in Schleiz. Zum sogenannten Schleizer-Konzil trafen sich Mitglieder der Uttenruthia Erlangen (bzw. Erlanger Wingolf), des Berliner Wingolf und des Hallenser Wingolf und gründeten den Wingolfsbund, den ersten Dachverband studentischer Verbindungen.
Bis zum Umzug der Landesregierung und des Fürstenhauses Reuß 1848 nach Gera war Schleiz Residenzstadt.

### Ab dem 20. Jahrhundert

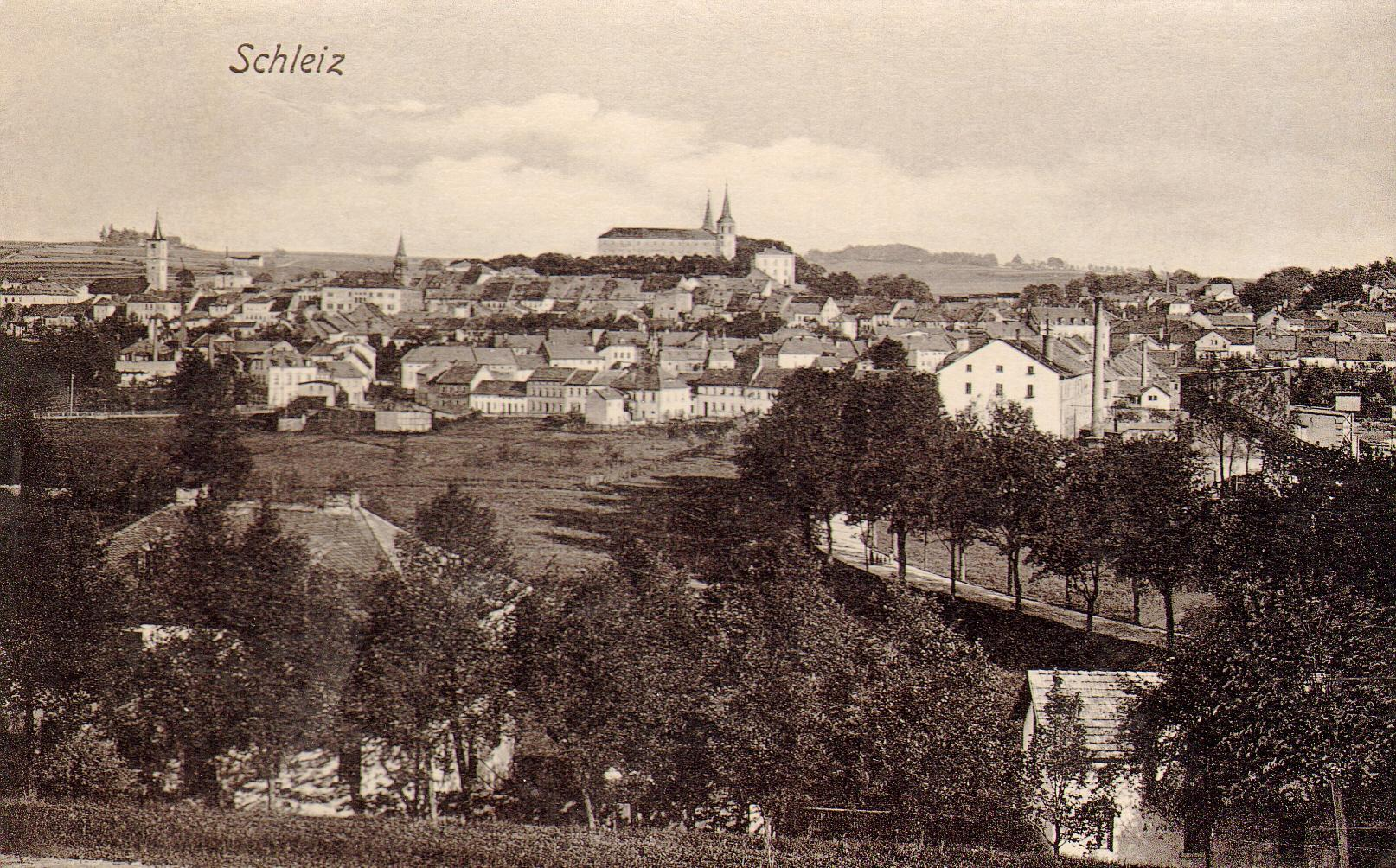
Schleiz im Jahr 1908

Nach Ende des Ersten Weltkriegs mit dem Sturz der Monarchie und der Ausrufung der Republik in der Novemberrevolution erklärte Fürst Heinrich XXVII. seinen Thronverzicht und die beiden reußischen Fürstentümer – nämlich Reuß ältere Linie und Reuß jüngere Linie – wurden am 11. November 1918 zu Freistaaten, die sich am 4. April 1919 wiederum zum Volksstaat Reuß mit der Hauptstadt Gera zusammenschlossen. Am 1. Mai 1920 ging der Volksstaat Reuß schließlich im neugegründeten Land Thüringen auf. 1922 wurde der Landkreis Schleiz gebildet, der 1952 in den Kreis Schleiz im Osten und den Kreis Lobenstein im Westen geteilt wurde. Beide Kreise gehörten dem Bezirk Gera an. Nach der Deutschen Wiedervereinigung von 1990 wurden die Kreise Schleiz und Lobenstein mit dem Kreis Pößneck zum Saale-Orla-Kreis zusammengeschlossen. Schleiz blieb Kreisstadt, obwohl Pößneck größer ist. Ausschlaggebend dafür war der Status als Mittelzentrum, den die Stadt aufgrund ihrer guten Infrastruktur besitzt.
Im Zweiten Weltkrieg wurden hunderte Frauen und Männer aus mehreren Nationen, vorwiegend aus der Sowjetunion, zur Zwangsarbeit nach Schleiz verschleppt, von denen mindestens 60 den Tod fanden.
Am 8. April 1945 wurde im Rahmen eines US-Bombenangriffs mit schweren Zerstörungen im Stadtzentrum (50 zerstörte und über 100 beschädigte Gebäude) und über 200 Toten  auch das Schleizer Schloss zerstört. Dabei wurden die Bestände des Fürstlichen Reußischen Hausarchivs, die Bibliothek, das Heimatmuseum und die Schlosskirche vernichtet. 1950 wurden die Ruinen des Schlosses abgetragen. Aufgrund des Engagements einiger Schleizer Bürger ließ man die beiden ausgebrannten Turmruinen stehen, die 1993 gesichert und mit Spitzhauben versehen wurden.
Die Stadtkirche St. Georg wurde ebenfalls schwer getroffen: Schiffs- und Emporengewölbe, Kanzel und Altarwerk. Der Wiederaufbau erfolgte in den 1950er Jahren. Die Alte Münze erlitt an der Rückseite erhebliche Zerstörungen, die Wiederherstellung erfolgte bereits 1946.
Schleiz wurde am 15. April 1945 von US-amerikanischen Truppen besetzt, die Anfang Juli durch die Rote Armee abgelöst wurden.
Im Herbst 1945 wurden in Schleiz unter „Wehrwolf“-Vorwurf 12 Jugendliche im Alter von 15 bis 18 Jahren und ein 22-Jähriger vom sowjetischen Geheimdienst NKWD verhaftet und im April 1946 durch ein Militärtribunal verurteilt. Zwei von ihnen wurden erschossen, sieben verstarben in Arbeitslagern. Vier Jugendliche wurden 1950/1951 aus den Zuchthäusern Bautzen und Torgau entlassen. Die gesamte Gruppe wurde 1995 durch ein russisches Gericht rehabilitiert.
Der am 8. April 1945 durchgeführte US-Bombenangriff zerstörte auch das Hotel „Goldene Sonne“ im Zentrum der Stadt. In diesem Hotel waren zu dieser Zeit das Kinderlandverschickungs-Lager der Stadt Düsseldorf untergebracht mit Schülern des Lessing- und Prinz-Georg-Gymnasiums. 21 Schüler starben im Keller des Hauses an den Folgen des Angriffs. Ein neu gestaltetes Grabmal wurde im Herbst 1994 zum Gedenken an die im Krieg gefallenen Soldaten, die Opfer des Bombenangriffs in der Zivilbevölkerung und die 21 getöteten Jungen aus Düsseldorf errichtet. Zum 50. Jahrestag 1995 wurde in einer Gedenkfeier unter Anteilnahme vieler noch lebender Mitschüler der Toten gedacht. Es wurde eine Gedenktafel an dieses tragische Ereignis „Zur Erinnerung und Mahnung“ am Standort des ehemaligen Hotels „Goldene Sonne“ im Beisein des Bürgermeisters Frieder Ott durch Mitschüler enthüllt.
Das 1864 erbaute Krankenhaus erfuhr 2007 als Kreiskrankenhaus Schleiz eine grundlegende Modernisierung. Es wurde zum 31. August 2024 geschlossen.

### Eingemeindungen
Am 8. März 1994 wurden Langenbuch, Lössau und Oberböhmsdorf eingemeindet. Am 29. Dezember 1995 folgte Möschlitz. Am 4. Juni 1996 kam Gräfenwarth hinzu. Am 1. Januar 2019 wurde Crispendorf aus der Verwaltungsgemeinschaft Ranis-Ziegenrück nach Schleiz eingemeindet. Am 31. Dezember 2019 kamen Burgk und dessen Ortsteile Burgkhammer und Isabellengrün hinzu.

### Einwohnerentwicklung
Die Einwohnerzahl lag 1834 bei 4.619 und stieg im Laufe des 19. Jahrhunderts nur langsam; 1890 lag sie erst bei 4.928 und 1925 bei 6.072. Die höchste Einwohnerzahl wurde nach der Eingemeindungswelle in den 1990er Jahren erreicht. Seitdem ist sie stetig fallend, mit Ausnahme eines deutlichen Bevölkerungszuwachses durch Eingemeindungen im Jahr 2019.
Entwicklung der Einwohnerzahl (ab 1960 zum 31. Dezember):  Datenquelle ab 1994: Thüringer Landesamt für Statistik
| 1933 bis 1997 - 1933: 6505 - 1939: 6828 - 1960: 7933 - 1994: 8567 - 1995: 9163 - 1996: 9528 - 1997: 9375 | 1998 bis 2004 - 1998: 9389 - 1999: 9336 - 2000: 9309 - 2001: 9268 - 2002: 9223 - 2003: 9100 - 2004: 9069 | 2005 bis 2011 - 2005: 8941 - 2006: 8932 - 2007: 8868 - 2008: 8824 - 2009: 8717 - 2010: 8698 - 2011: 8579 | 2012 bis 2018 - 2012: 8466 - 2013: 8500 - 2014: 8477 - 2015: 8467 - 2016: 8509 - 2017: 8464 - 2018: 8476 | ab 2019 - 2019: 8947 - 2020: 8832 - 2021: 8800 - 2022: 8866 |

## Politik

### Stadtrat
Der Stadtrat der Stadt Schleiz hat 20 Mitglieder. Nach den Kommunalwahlen 2014, 2019 und 2024 verteilen sie sich auf die einzelnen Parteien und Listen wie folgt:
| Parteien und Wählergemeinschaften | Parteien und Wählergemeinschaften                         | Prozent 2024 | Sitze 2024 | Prozent 2019 | Sitze 2019 | Prozent 2014 | Sitze 2014 |
| --------------------------------- | --------------------------------------------------------- | ------------ | ---------- | ------------ | ---------- | ------------ | ---------- |
| CDU                               | Christlich Demokratische Union Deutschlands               | 31,3         | 6          | 26,4         | 5          | 29,8         | 6          |
| AfD                               | Alternative für Deutschland                               | 21,4         | 4          | –            | –          | –            | –          |
| BfS                               | Bündnis für Schleiz                                       | 18,2         | 4          | 22,3         | 5          | –            | –          |
| FW Schleiz                        | Freie Wähler Schleiz                                      | 11,6         | 2          | 20,9         | 4          | 12,0         | 2          |
| SPD                               | Sozialdemokratische Partei Deutschlands                   | 9,2          | 2          | 17,3         | 3          | 33,6         | 7          |
| LINKE                             | Die Linke                                                 | 5,2          | 1          | 10,3         | 2          | 16,7         | 3          |
| FDP                               | Freie Demokratische Partei                                | 3,2          | 1          | 2,9          | 1          | –            | –          |
| FDP/BI „Pro Schleiz“              | Freie Demokratische Partei/Bürgerinitiative „Pro Schleiz“ | –            | –          | –            | –          | 7,9          | 2          |
| Wahlbeteiligung                   | Wahlbeteiligung                                           | 61,6 %       | 61,6 %     | 58,5 %       | 58,5 %     | 51,3 %       | 51,3 %     |

### Bürgermeister
a) der Schleizer Neustadt
- 1297: Friedrich
- 1342: Kunz von Langenbach
- 1374: Sydel Krause
- 1397: Georg Langenbach
- 1402: Nikel Pommer
- 1418: Heinrich Reiße
- 1427: Hans Weinhapp
- 1429: Nikel Krause
- 1430: Dietrich Reiher
- 1431: Dietrich Schirmer
- 1433: Nickel Militzer
- 1435: Nickel Helbig
- 1445: Barthel Plaumer und Hans Gundoldt
- 1445: Kunz Albrecht
- 1460: Hans Keil
- 1462: Jorg von Leuben und Michel Hauffe
- 1467: Heinrich Tanzwohl
- 1468: Hans Tappian
- 1469: Michel Schwender
- 1470: Hans Keil
- 1471: Hans Tappian und Hans Heiser
- 1472: Hans Trautmann
- 1475: Nikolaus Dietsch mit Hans König u. Hans Zehe

b) der Schleizer Altstadt
- 1437: Heinz Lippert
- 1441: Hans Kretzsch
- 1442: Hans Hofmann
- 1442: Kunz Teimelschmied
- 1443: Hans Kretzsch
- 1444: NickelSchmidt
- 1446: Erhard Hetzer
- 1447: Leonhard Freitag
- 1482: Nickel Ludewig

c) der vereinigten Stadt Schleiz
- 1482: Georg Hartung (1489, 1492, 1496)
- 1485: Hans Reichner (1491)
- 1488: Erhard Mann (1490, 1493)
- 1493: Lorenz Brochmann
- 1494: Konrad Zechendorfer (1497, 1500, 1503)
- 1495: Kunz Schneider (1497)
- 1499: Hans Ferber
- 1501: Hans Schön (1504, 1507, 1510, 1513)
- 1505:  Andreas Eckart (1508, 1511, 1514, 1517, 1520, 1526, 1529)
- 1506: Hans Grünler
- 1509: Lorenz Kuhn
- 1512: Nickel Sirner (1515, 1518, 1521, 1533, 1536)
- 1516: Hans Mann (1519, 1522)
- 1523: Christoph Schön (1531, 1534)
- 1527: Nickel Freund
- 1534: Hans Höfer (1547, 1550)
- 1546: Christoph Klemen (1549)
- 1548: Siegmund Sirner

nach dreijährigem Turnus:
- 1550: Haris Höfer (1559)
- 1551: Siegmund Sirner (1560)
- 1552: Christoph Klement (1559)
- 1561: Kaspar Richter (1570)
- 1562: Wolf Klement (oder Weißker) (1571)
- 1563: Wolfgang Schön (1578)
- 1573: Hans Friedrich (1600)
- 1574: Giemens Lenzner (1577)
- 1578: Hans Bleitner (1608)
- 1580: Adam Reißig (1603)
- 1603: Wilhelm Klauber (1625)
- 1604: Joh. Rudolf Pensoldt (1610)
- 1610: Adam Lauterbach (1634)
- 1611: Georg Albert (1632)

nach zweijährigem Turnus:
- 1633: Johann Weißker (1652)
- 1635: Friedrich Hahn (1640)
- 1641: Joh. Schmidt (1649)
- 1648: M. Joh. Lichtenberger
- 1650: Georg Wackernagel (1656)
- 1653: Joh. Knoch (1659)
- 1658: Joh. Friedrich (1666)
- 1659: Joh. Engelschall (1691)
- 1666: Joh. Adam Leyrer (1692)
- 1693: Dr. David Gottwald (1718)
- 1694: Günther Weyse (1703)
- 1704: Oswaldt Leupold (1707)
- 1709: Wolfgang Adam Alberti (1712)
- 1713: Cristian Schmidt (1719)
- 1720: Georg Friedrich Kayser (1725)
- 1721: Georg Neithardt (1731)
- 1726: Heinr. Günther Weyse (1746)
- 1733: Joh. Georg Sequenides (1741)
- 1743: Georg Friedrich Weidhas
- 1747: Georg Fr. Beck (1773)
- 1748: Johann Heinrich Steinberger (1778)
- 1773: Johann Heinrich Eißmann (1780)
- 1778: Johann Christian Strauch (1784)
- 1781: Gottlieb Knoch (1820)
- 1786: Chr. Heinrich Weißker (1794)
- 1800: Chr. Heinrich Schlotter (1806)
- 1807: Paul Chr. Ritter von Vogel (1829)
- 1820: Ferdinand Heinrich Neithardt (1837)

ab 1830 nur ein Bürgermeister:
- 1838: Karl Fr. Gustav Knoch
- 1864: Dr. Julius Heinr. Alberti
- 1884: Heinr. Thankmar Weißker
- 1887: Dr. Heinrich Sturm
- 1893: Ernst Münch
- 1895: Karl Kloch
- 1901: Alfred Schwarzer
- 1906: Felix Hesse
- 1912: Dr. Felix Seyfferth
- 1945: Fritz Tens
- 1949: Karl Mathes
- 1965: Hans Günther
- 1979: Heinrich Rimpel
- 1990: Friedhold Ott
- 2000: Heidemarie Walter
- 2012: Juergen K. Klimpke
- 2018: Marko Bias

### Wappen
Blasonierung: „In Gold auf grünem Rasen ein natürlicher Wisent; im Vollwappen befindet sich über dem Schild ein blauer Spangenhelm mit rotem Futter, goldenen Spangen und goldenem Kleinod und schwarz-goldenen Helmdecken, die Helmzier besteht aus einem halben, nach rechts aufsteigenden, naturfarbenen Wisent, der einer schwarz-goldenen Helmwulst entspringt.“
Ein Stadtsiegel mit dem Wappen ist seit 1297 nachweisbar. Das Wappen der Stadt Schleiz weist auf ihre Lage im ehemaligen Wisentagau und am Flüsschen Wisenta hin.

### Städtepartnerschaften
| Verbandsgemeindewappen von Waldfischbach-Burgalben | Verbandsgemeinde Waldfischbach-Burgalben | Deutschland |

## Kultur und Sehenswürdigkeiten

### Bauwerke

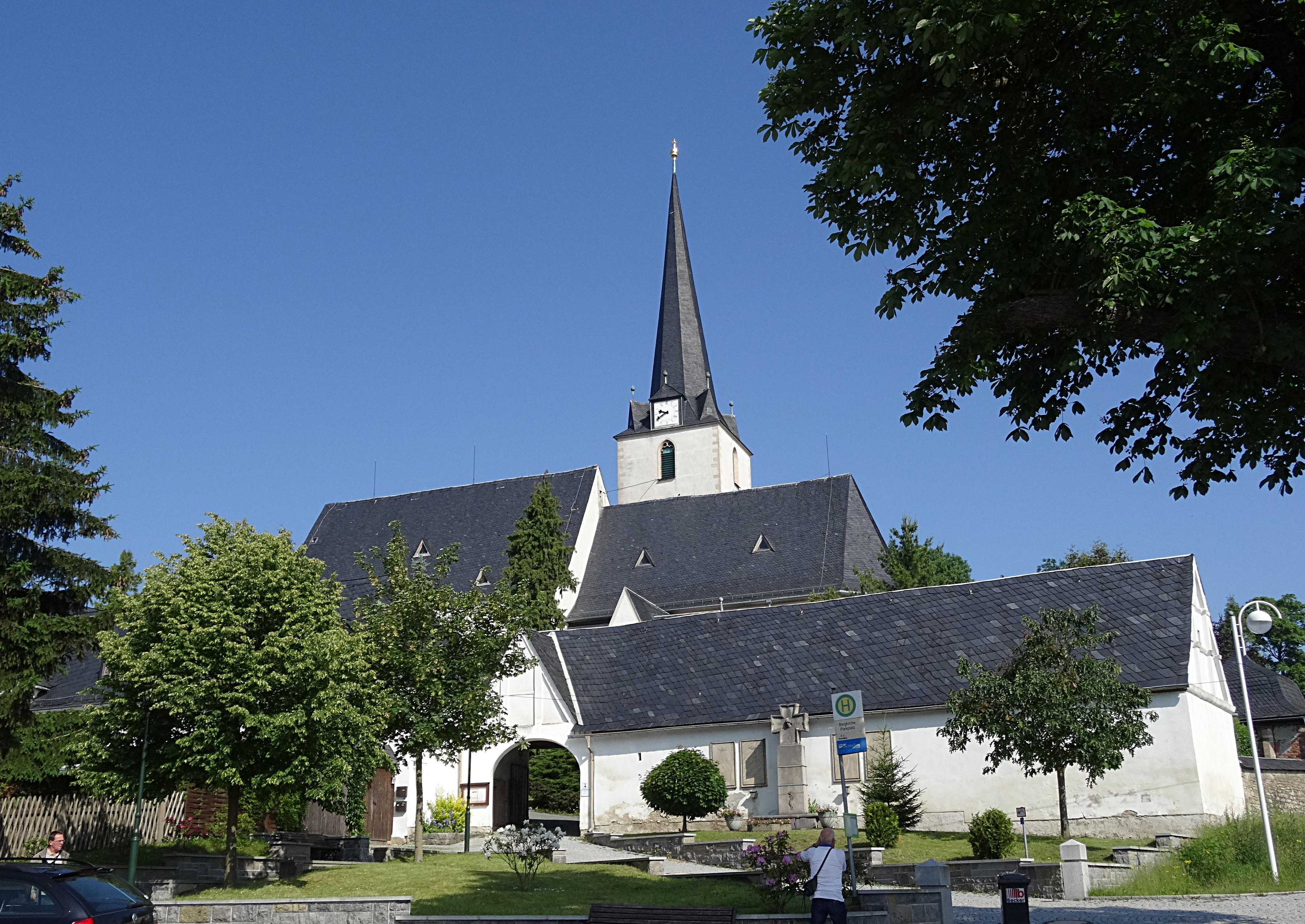
Bergkirche Sankt Marien

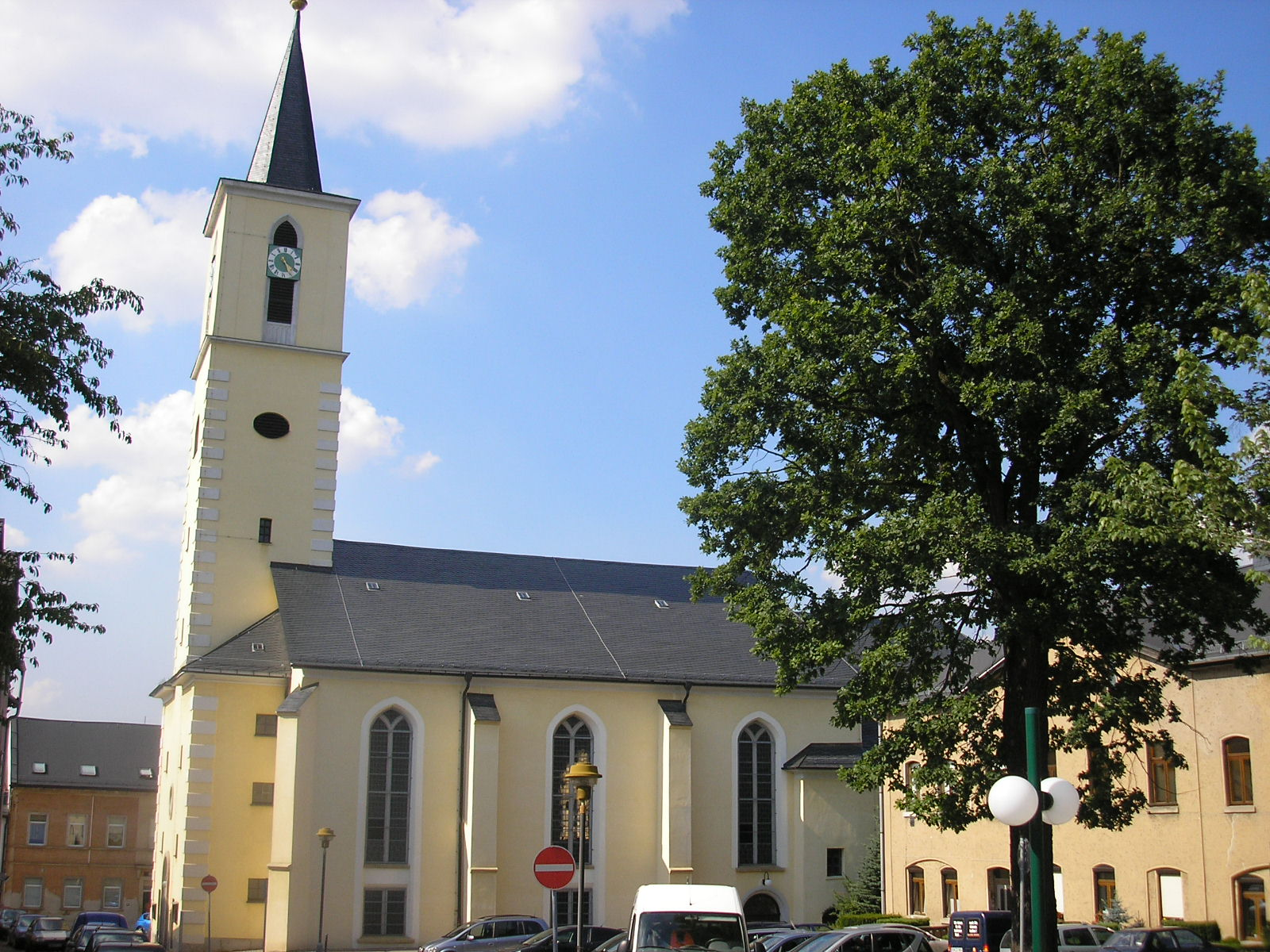
Stadtkirche Sankt Georg

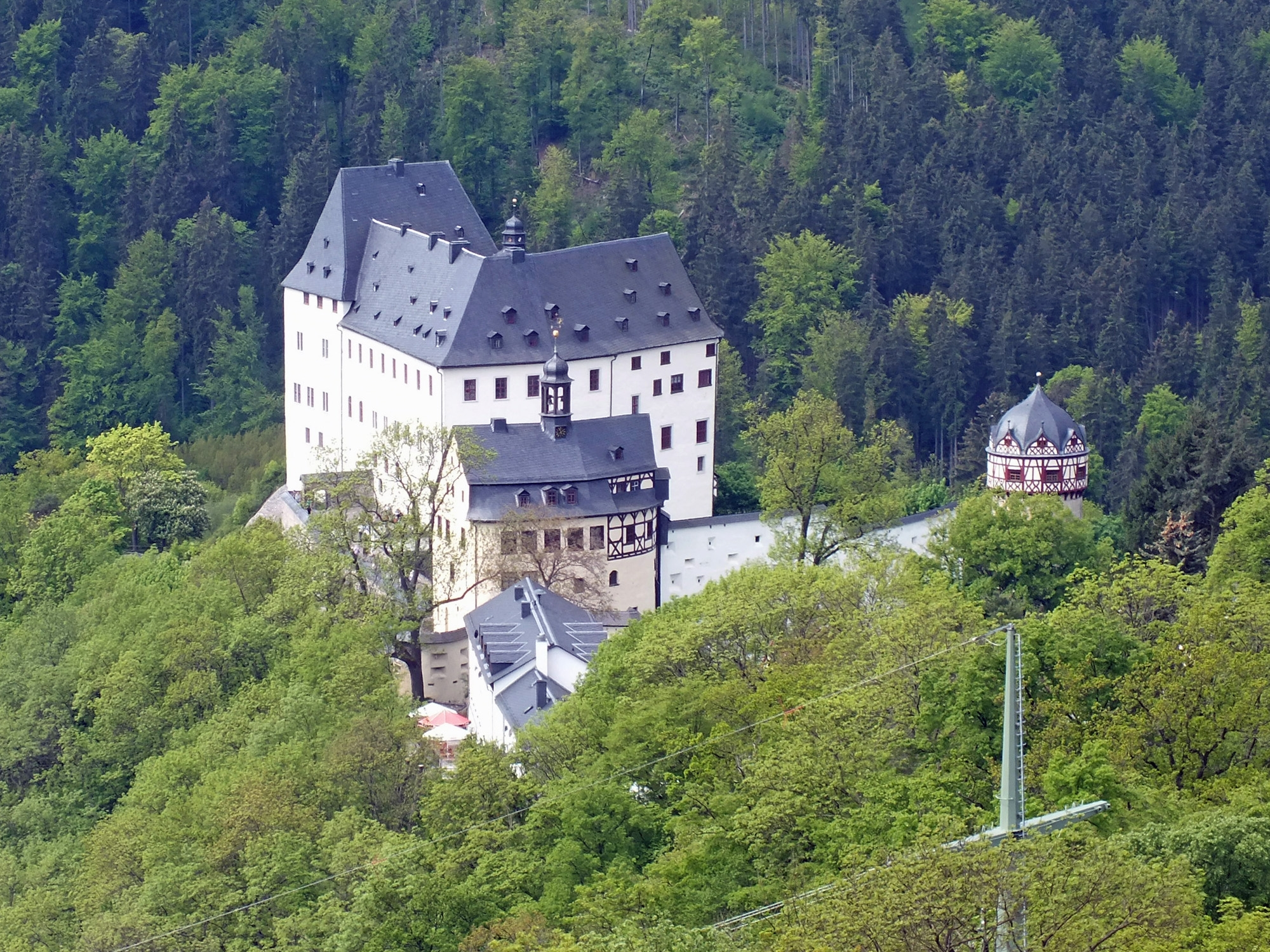
Schloss Burgk vom Saaleturm aus gesehen

Sehenswert sind die Bergkirche aus dem 15. Jahrhundert mit barocker Innenausstattung, das Rutheneum als Wirkungsstätte Konrad Dudens (heute Museum), die Alte Münze (heute Galerie und Stadtinformation), die Schlossruine mit den beiden Türmen, die Stadtkirche sowie das Rathaus mit Altmarkt.
Im Südwesten des Stadtgebietes erhebt sich im Ortsteil Burgk das gleichnamige Schloss exponiert auf einem Felsplateau oberhalb der Saale.
Im Jahre 1936/1937 wurde das Wisentahaus als Landwirtschaftsschule errichtet. Kurz vor der Fertigstellung beschloss die NSDAP, in einem Flügel des Gebäudes ihre Kreisleitung unterzubringen, was erhebliche Veränderungen bezüglich des ursprünglichen Projektes nach sich zog. Die Glockengießerei Apolda Franz Schilling Söhne goss fünf Glocken für ein Glockenspiel im Turm über dem Portal. Am 8. April 1945 wurde das Wisentahaus beim Bombenangriff auf Schleiz schwer beschädigt. Seit 1952 ist das Gebäude Sitz der Kreisverwaltung. 2005 wurde es umgebaut und erweitert.

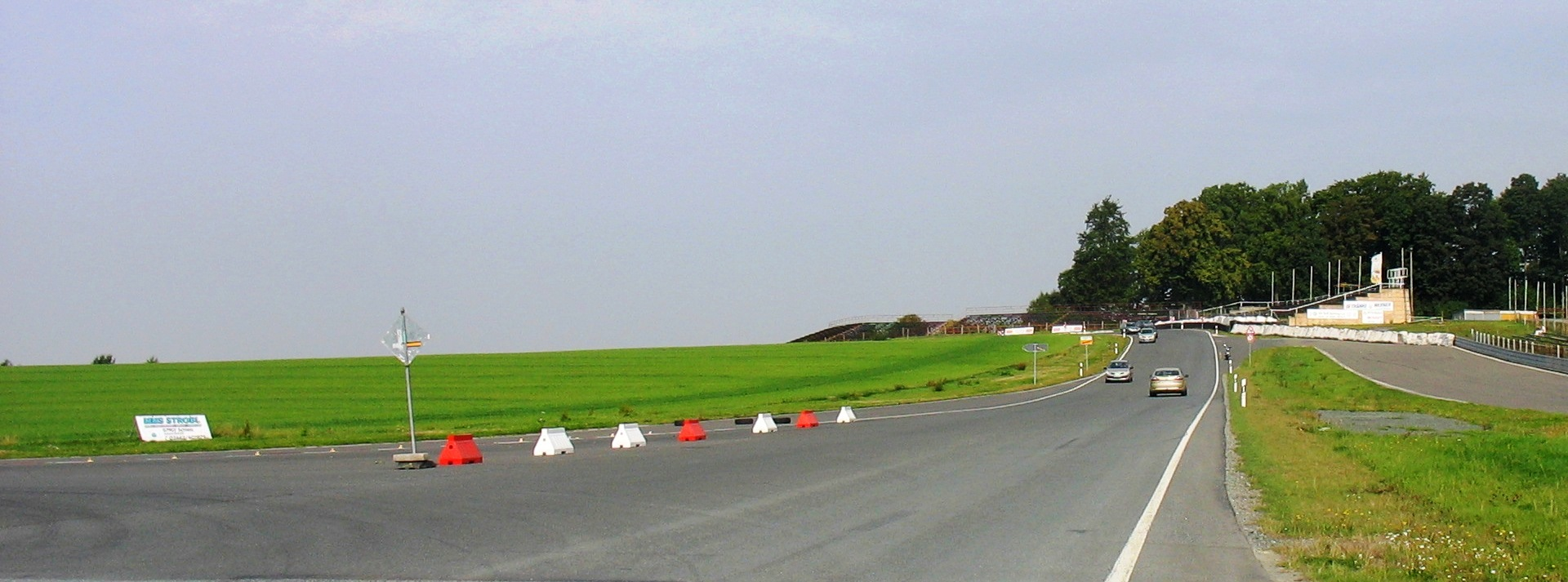
Motorsport-Rennstrecke Schleizer Dreieck

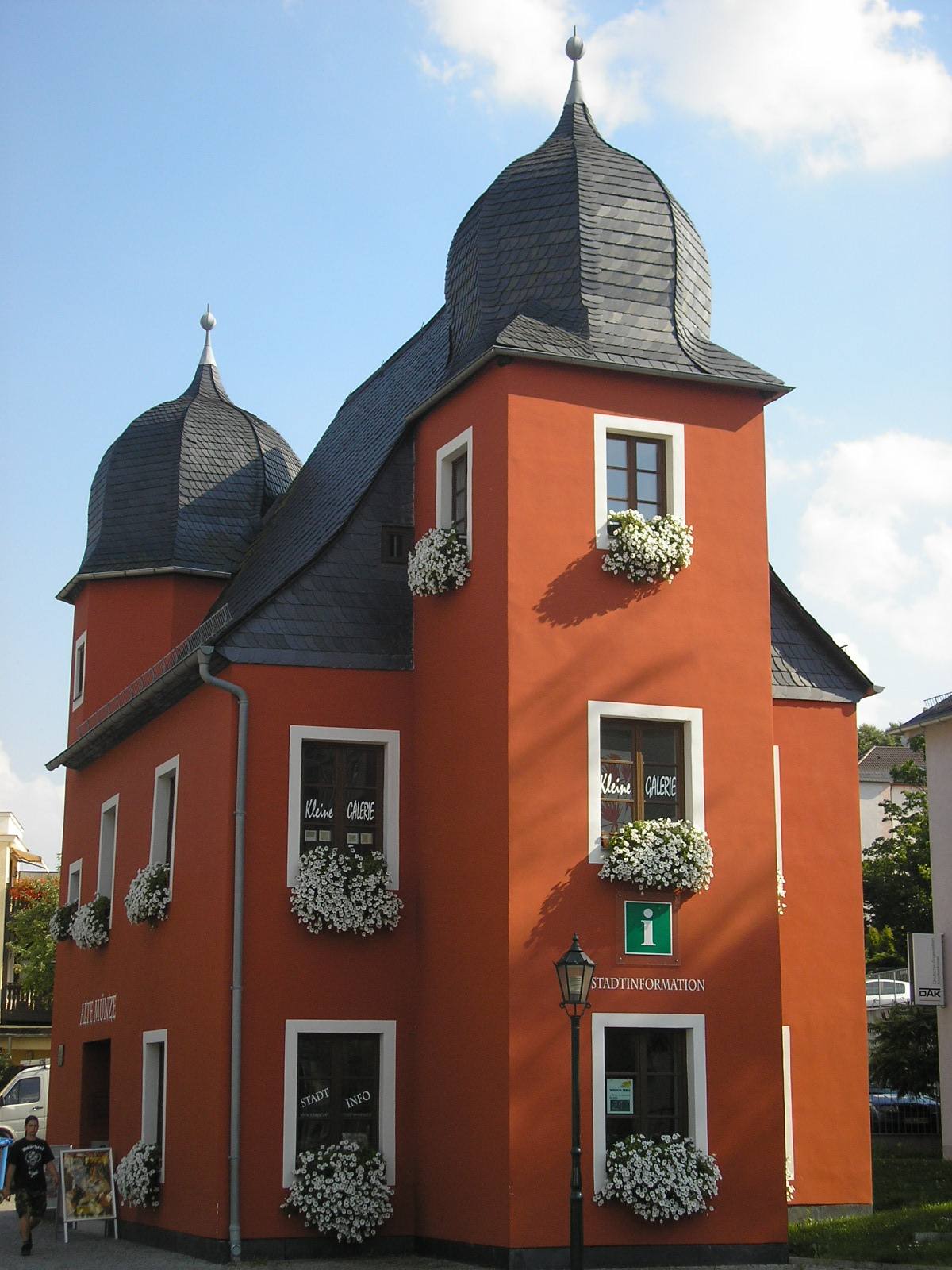
Alte Münze
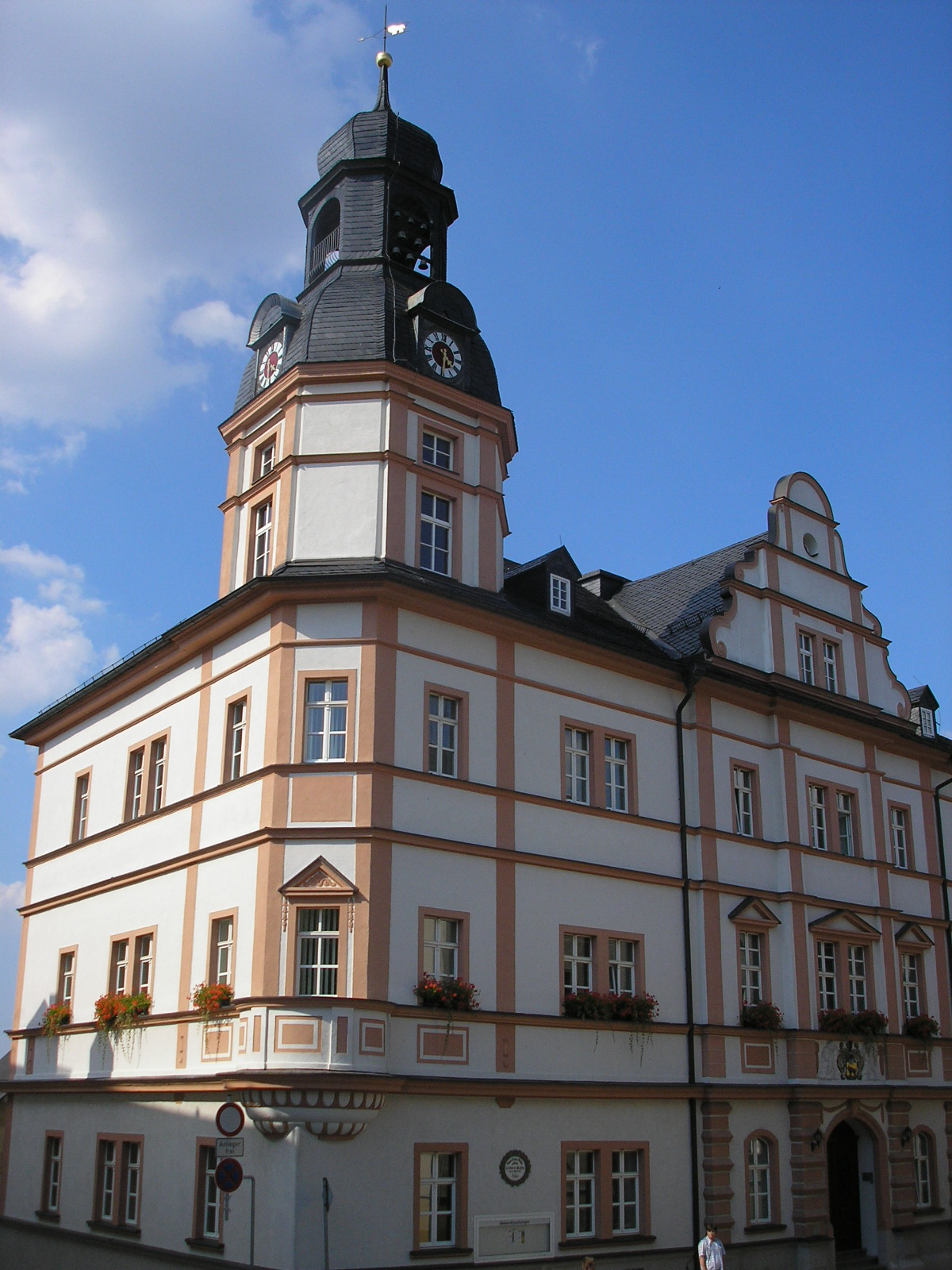
Rathaus der Stadt
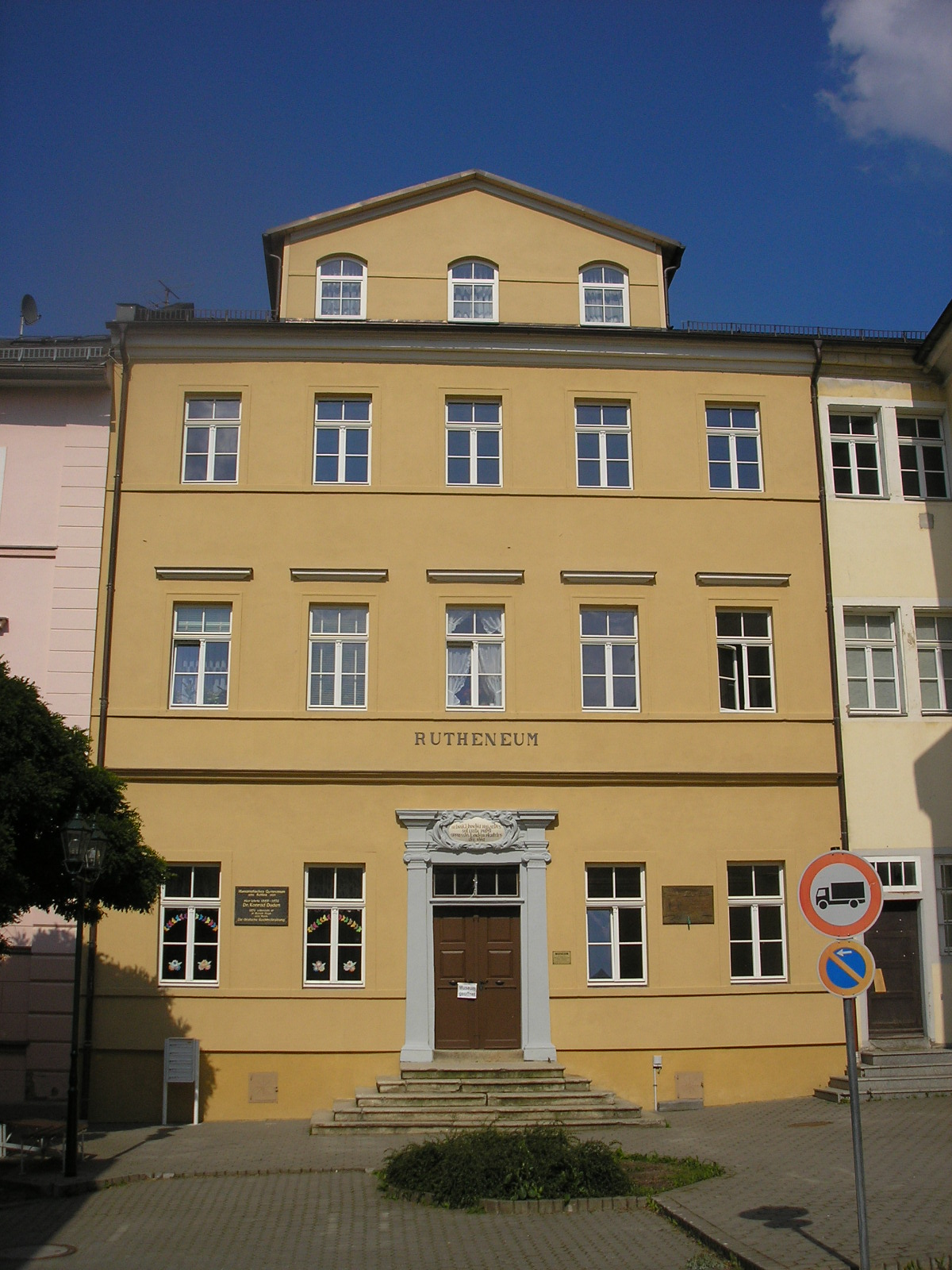
Rutheneum
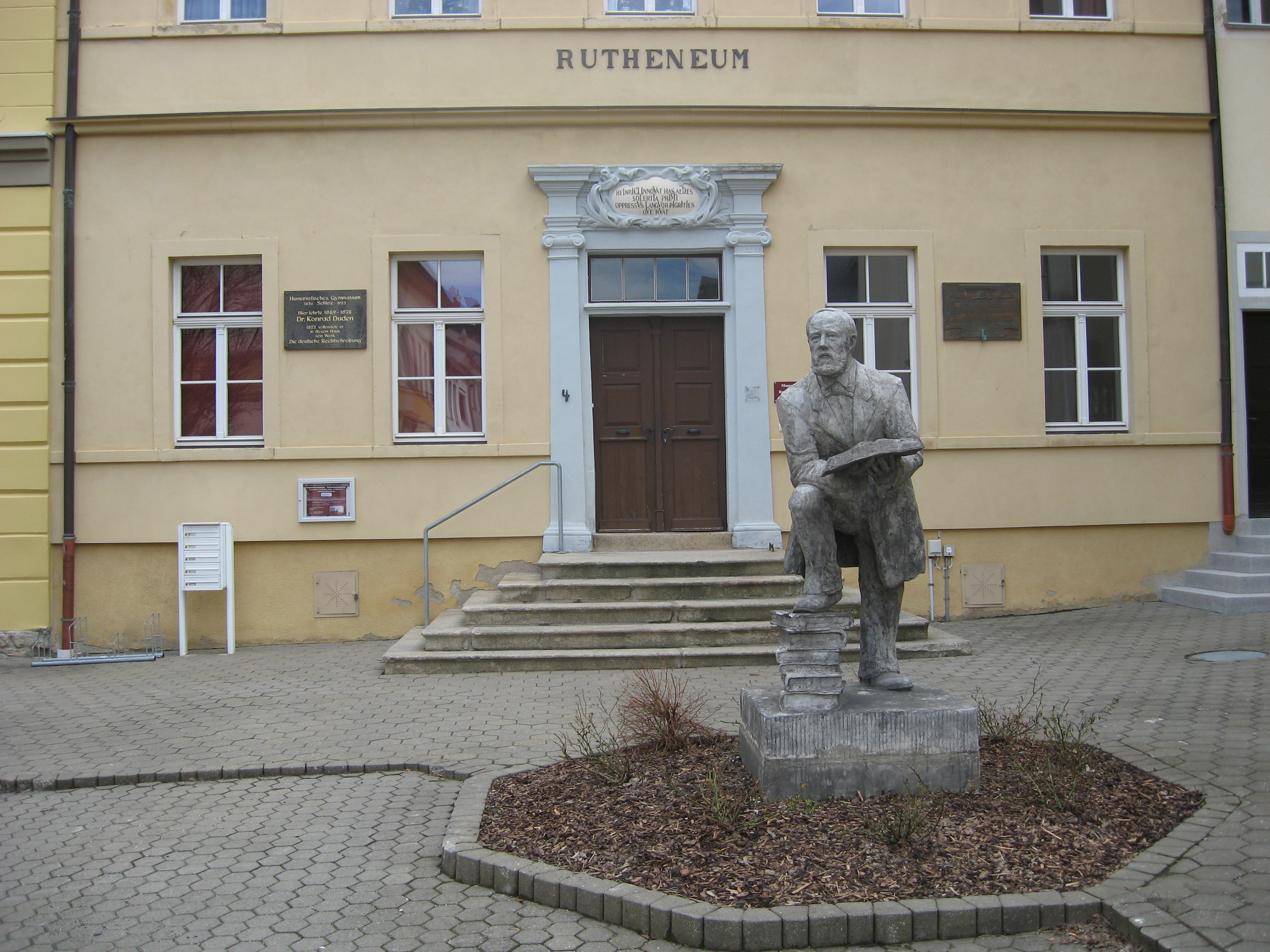
Konrad-Duden-Denkmal
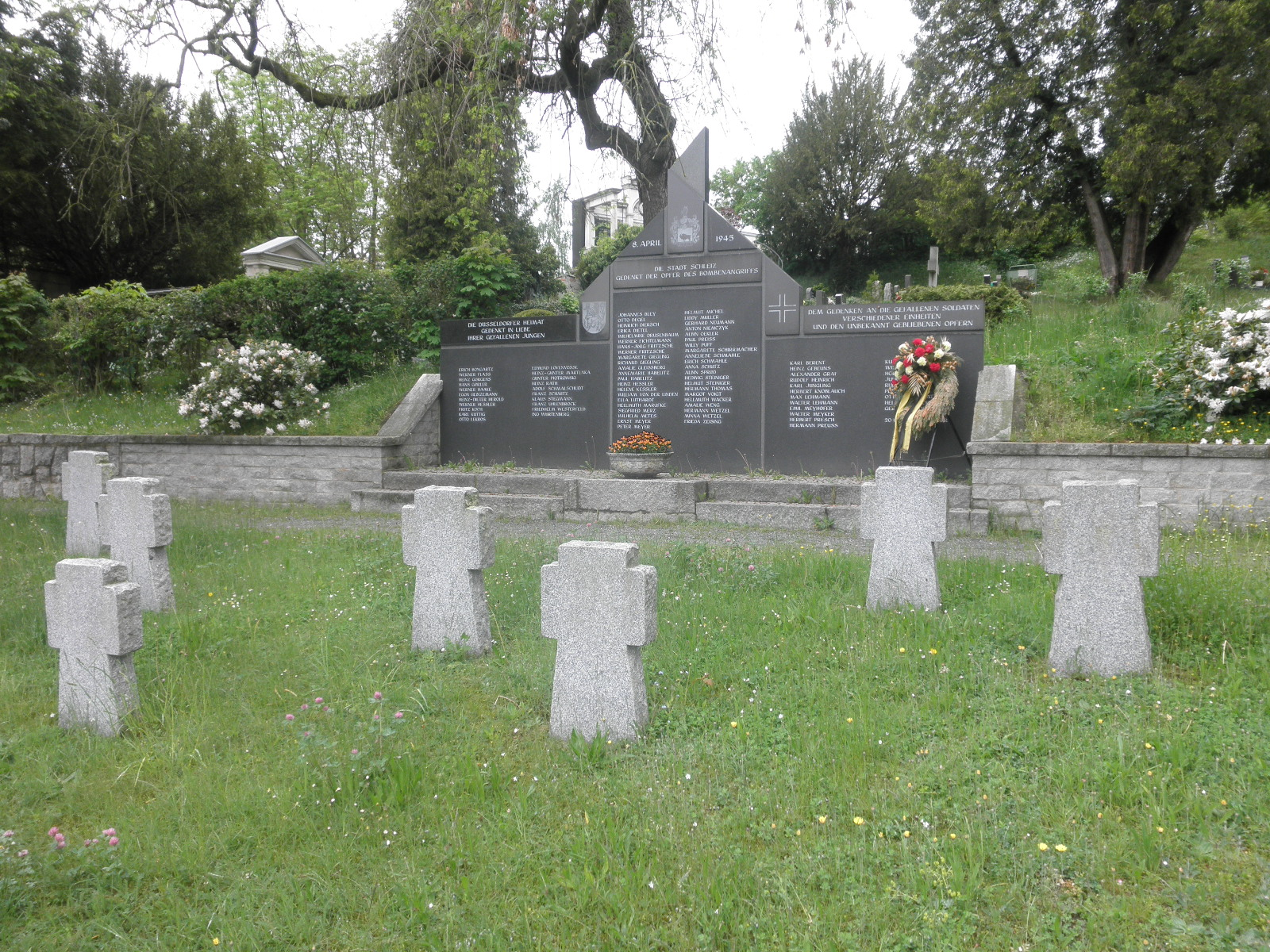
Kriegsgräberstätte auf dem Bergkirchen-Friedhof

### Rennstrecke Schleizer Dreieck
In Schleiz befindet sich die älteste Naturrennstrecke Deutschlands, das Schleizer Dreieck. Seit 1923 finden hier alljährlich Motorrad- und Automobilrennen statt (wie z. B. die Internationalen Deutschen Motorradmeisterschaften). Mit dem Umbau im Jahr 2004 wurde die ursprünglich 7,631 km lange Strecke auf eine Länge von 3,805 km verkürzt.

### Denkmäler und Gedenkstätten
- Auf dem Neumarkt erinnert eine Büste an Johann Friedrich Böttger, den berühmtesten Sohn der Stadt.
- Vor dem ehemaligen Gymnasium „Rutheneum“ steht ein Denkmal, das den bedeutendsten Direktor dieser Schule, Konrad Duden zeigt.
- Drachenbrunnen auf dem Markt mit Erinnerung an alle Stadtbrände in Schleiz, bis zum 8. April 1945
- Im früheren Schlosspark steht ein Denkmal, das 1914 zum Andenken an den ein Jahr zuvor verstorbenen Landesherrn Fürst Heinrich XIV. (Reuß jüngere Linie) errichtet wurde. 1945 oder danach wurde die Büste entfernt.[22]
- Eine Gedenkanlage im ehemaligen Schlosspark erinnert an 43 namentlich genannte und 17 unbekannte Frauen und Männer, die im Zweiten Weltkrieg Opfer von Zwangsarbeit wurden oder danach verstarben.
- Im Park Heinrichsruh Denkmal (Sandsteinobelisk) der Agnes von Württemberg
- Seit 1948 erinnert ein Denkmal an der Hofer Straße an die Opfer des Faschismus.
- Auf dem Kirchhof des Stadtteils 'Möschlitz gedenken die Bürger 14 italienischer Militärinternierter, die im Kriegsgefangenenlager Burgk ums Leben kamen.
- An der Straße nach Burgk/Saalburg im gleichen Stadtteil erinnert seit 1946 ein Ehrenhain mit 63 Grabstätten von ermordeten Buchenwald-Häftlingen mit einem Gedenkstein an diese Opfer des Todesmarsches vom Frühjahr 1945.
- Seit 1985 wird mit einer Stele in der Nähe des Ehrenhains an den Zug der KZ-Häftlinge erinnert.
- Auf dem Schleizer Bergkirchen-Friedhof wurde 1994 am Ort eines Gemeinschaftsgrabs für hier bestattete Kriegsopfer ein Denkmal errichtet. Es erinnert an Soldaten, die an diesem Ort ruhen, und an die Opfer des Bombenangriffs vom 8. April 1945.
- Unter den Bombenopfern vom 8. April 1945 waren 21 Schüler des Lessing- und des Prinz-Georg-Gymnasiums in Düsseldorf, die im Rahmen der Kinderlandverschickung in Schleiz waren. An dieses tragische Ereignis wird durch eine am Standort des bombardierten Hotels „Goldene Sonne“ (heute „Atrium“-Gebäude) angebrachte bronzene Gedenktafel erinnert. Diese wurde zum 50. Jahrestag im April 1995 im Beisein von Bürgermeister Frieder Ott durch überlebende Mitschüler enthüllt.
- Auf dem Neumarkt ist eine Erinnerungstafel an die Bombenopfer eingelassen: „II. Weltkrieg. 8. April 1945 Bombardierung der Stadt durch die Luftwaffe der USA, über 200 Menschen starben, das Schloss und 150 Gebäude wurden zerstört“ (richtig: „oder beschädigt“)

### Grünflächen und Naherholung
Außerhalb der Stadt liegt der Heinrichsruher Park. 2018 erwarb die Stadt Schleiz den Park.

### Weiteres
Schleiz ist bekannt für den Schleizer Bamser, ein süßes Kartoffelgericht.

## Wirtschaft und Infrastruktur

### Verkehr

#### Straßenverkehr
Schleiz liegt an der Bundesautobahn 9 (Berlin–München; Anschlussstelle 28: Schleiz) und an den Bundesstraßen B2 in Richtung Hof, B94 in Richtung Greiz und B282 in Richtung Plauen. Darüber hinaus existieren Landesstraßen nach Ziegenrück (L1103), Bad Lobenstein (L1095) und Mittelpöllnitz (L3002).

#### Schienenverkehr
Zwischen 1887 und 2006 bestand mit der Bahnstrecke Schönberg–Schleiz eine Bahnverbindung nach Plauen. Zusätzlich existierte zwischen 1930 und 1996 die Bahnstrecke Schleiz–Saalburg, die einst als Zulieferbahn zum Bau der Bleilochtalsperre errichtet wurde und später auch dem Personenverkehr von Schleiz nach Saalburg diente. Sie war elektrifiziert und hatte den Charakter einer Überlandstraßenbahn.

#### Öffentlicher Nahverkehr
Schleiz gehört neben Bad Lobenstein, Pößneck und Neustadt an der Orla zu den zentralen Knotenpunkten des von der KomBus GmbH betriebenen öffentlichen Personennahverkehrs im Saale-Orla-Kreis. Vom örtlichen Busbahnhof am Komtursteig, unweit des Bahnhaltepunkts Schleiz West, verkehren Buslinien in nahezu alle Teile des Landkreises. Auch überregionale Buslinien beginnen bzw. enden in Schleiz. Die folgende Tabelle soll eine Übersicht über diese Linien geben.
| Linie | Linienverlauf                                              | Anmerkungen                                                 |
| ----- | ---------------------------------------------------------- | ----------------------------------------------------------- |
| 132   | Schleiz – Zeulenroda                                       | überregionale Linie                                         |
| 143   | Schleiz – Mühltroff – Plauen                               | überregionale Linie                                         |
| 155   | Schleiz – Gefell – Töpen – Hof                             | überregionale Linie                                         |
| 610   | Schleiz – Saalburg-Ebersdorf – Bad Lobenstein (– Lehesten) | überregionale Linie; von Schleiz aus nur bis Bad Lobenstein |
| 611   | Schleiz – Burgk                                            |                                                             |
| 710   | Schleiz – Tanna – Gefell – Hirschberg                      |                                                             |
| 720   | Schleiz – Frössen – Blankenstein – Bad Lobenstein          |                                                             |
| 721   | Schleiz – Frössen – Hirschberg                             |                                                             |
| 730   | Schleiz – Tanna (– Stelzen)                                |                                                             |
| 810   | Schleiz – Auma – Mittelpöllnitz – Gera                     | überregionale Linie                                         |
| 820   | Schleiz – Neustadt an der Orla – Stadtroda – Jena          | überregionale Linie                                         |
| 821   | Schleiz – Plothen – Knau                                   |                                                             |
| 946   | Schleiz – Schöndorf – Külmla                               |                                                             |
| 966   | Schleiz – Ziegenrück – Ranis – Pößneck                     |                                                             |

Darüber hinaus betreibt die KomBus GmbH in Schleiz einen Stadtverkehr auf den Linien A und B. Zentrale Haltestelle für diese Linien ist der Neumarkt. Dort beginnen bzw. enden die Stadtbusfahrten auch.
| Linie | Linienverlauf                                                                                     |
| ----- | ------------------------------------------------------------------------------------------------- |
| A     | Neumarkt – Oschitz – Möschlitz – Neumarkt – Krankenhaus – Rathaus – Neumarkt – Freibad – Neumarkt |
| B     | Neumarkt – Oberböhmsdorf – Heinrichsruh – Neumarkt – Oettersdorf – Bergkirche – Neumarkt          |

Die Linie B bindet den Busbahnhof an das Stadtbusnetz an.

### Ansässige Unternehmen
Schleiz wird als Mittelzentrum eingestuft. Es gehört zu den kleinsten Mittelzentren des Landes und ist eine klassische „Verwaltungsstadt“ ohne große industrielle Vergangenheit. Dennoch haben sich seit der deutschen Wiedervereinigung zahlreiche Unternehmen (beispielsweise aus der Logistikbranche) in den Gewerbegebieten am Stadtrand niedergelassen. Sie profitieren hierbei von der guten Infrastruktur (A 9).
Ein am östlichen Rand der Stadt noch vorhandener Gebäudekomplex gehörte zum ehemaligen Kammergut des Fürsten von Reuß. Dieser Hof stand ursprünglich 2,5 km südöstlich der Stadt Schleiz in der „Dürren Schäferei“. 1835 brannte er nieder und wurde am genannten Standort unmittelbar neben dem Schloss des Fürsten wieder aufgebaut. Nach der Fürstenabfindung ging das Gut in Staatseigentum über. 1939 besaß der Betrieb 179,07 ha Land, die der Pächter Otto Schulz bewirtschaftete. Mit der Bodenreform wurde die Wirtschaftsfläche auf 99,75 ha verringert. Die restlichen Flächen wurden Kleinbauern aus Schleiz und Oberböhmsdorf zugeteilt. Die landwirtschaftliche Produktion war auf Grund der günstigen Bodenstruktur (hoher Feinerde- und Humusgehalt) und der hier im Schleizer Oberland vorherrschenden Witterungsbedingungen erfolgreich. Mit der Gründung der Kooperationen und später der Großgenossenschaft wurden die Flächen mit übernommen und die Gebäude dienten der Rinderzucht (Bullenverwahrstation).

## Persönlichkeiten

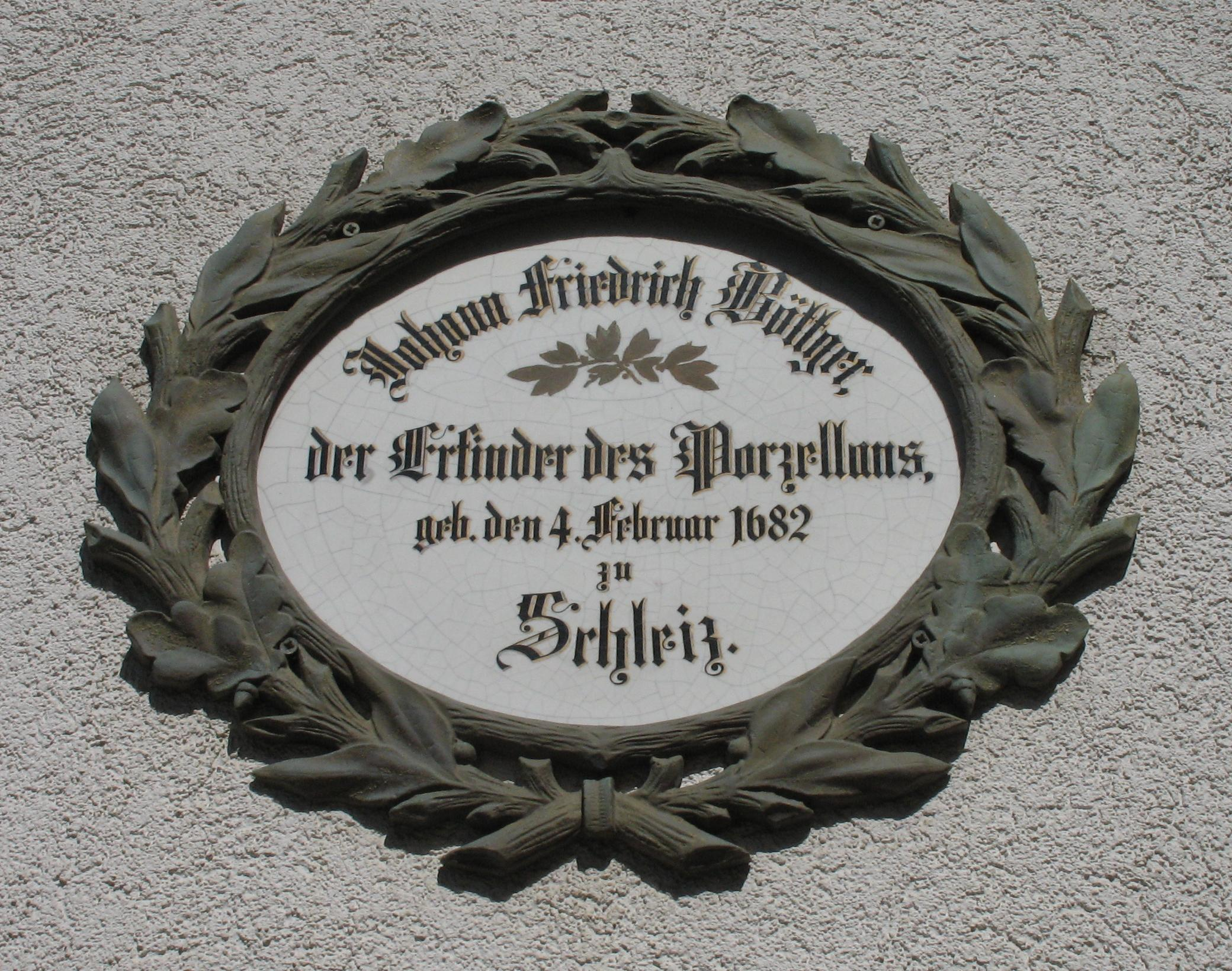
Böttger-Gedenktafel am Rathaus

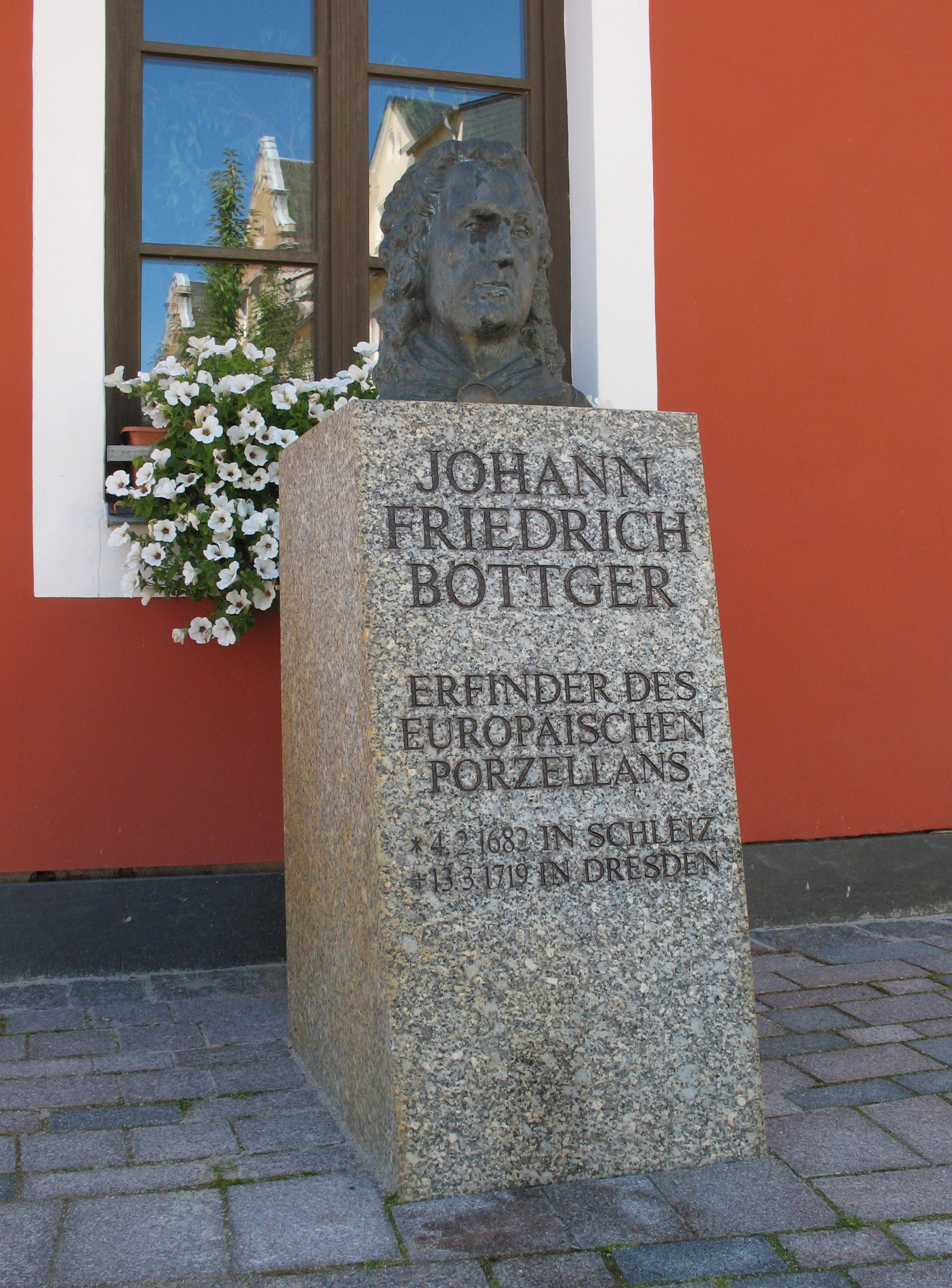
Böttger-Denkmal an der Alten Münze

### Ehrenbürger
- Paul von Hindenburg (1847–1934), Generalfeldmarschall[24]

### Söhne und Töchter der Stadt
- Schleiz war Residenz der Vögte von Gera, Burggrafen von Meißen sowie der Herren, Grafen und Fürsten von Reuß-Schleiz. Deren Namen und Lebensdaten sind in der Stammliste des Hauses Reuß verzeichnet.
- Wolfgang Adam Lauterbach (1618–1678), Rechtsgelehrter
- Johann Heinrich Behr (1648–1717), Architekt
- Johann Friedrich Böttger (1682–1719), Alchemist, Miterfinder des europäischen Porzellans
- Adam Heinrich Meißner (1711–1782), lutherischer Geistlicher und Philosoph
- Johann Gottlieb Riedel (1722–1791), Architekt, Maler und Hofbauinspektor
- Karl Christoph Oettelt (1727–1802), Forstmann und Forstmathematiker
- Johann Nicolaus Niclas (1733–1808), Philologe und Pädagoge an der Lüneburger Michaelisschule
- Heinrich Gottfried Reichard (1742–1801), Lehrer, Philologe, Kantor und Komponist
- Heinrich August Riedel (1748–1810), Architekt, Baudirektor und Maler
- Heinrich Karl Riedel (1756–1821), Architekt, Maler, preußischer Baubeamter und Hochschullehrer
- Christian Gottlieb Reichard (1758–1837), Kartograph
- Heinrich Wilhelm Rotermund (1761–1848), Autor und Pastor
- Karl Christian Adler (1790–1887), deutscher Pfarrer und Abgeordneter in Reuß j.L.
- Johann Wilhelm Mauke (1791–1859), Verlagsbuchhändler
- August Neithardt (1793–1861), Komponist der Romantik, Militärkapellmeister
- Heinrich Broßmann (1794–1856), deutscher Kaufmann und Abgeordneter
- Heinrich Gottfried Piegler (1797–1849), wohl größter Fabrikant der Döbereiner Platin-Feuerzeuge[25]
- Heinrich Gottlieb Behr (1803–1877), evangelisch-lutherischer Pfarrer und Autor
- Eduard Meyer (1804–1867), deutscher Pfarrer und Politiker
- Carl Christian Friedrich Gustav Knoch (1806–1864), deutscher Jurist und Politiker, 1848 bis 1864 Bürgermeister von Schleiz
- Robert Schneider (1807–1871), Jurist und Politiker, Justizminister des Königreichs Sachsen
- Hermann Weißker (1808–1860), deutscher Richter und Politiker
- Gustav Weithas (1810–1848), deutscher Advokat und Politiker
- Georg August Hermann Knoch (1812–1885), war ein Offizier und Politiker in Suriname
- Moritz Weißker (1814–1860), deutscher Kaufmann und Abgeordneter
- Eduard Röhr (* 1815), deutscher Revolutionär und Politiker
- Gustav Behr (1817–1881) war ein deutscher Arzt und Politiker
- Hermann Behr (1821–1879) war ein deutscher Arzt und Politiker
- Wilhelm Heinrich Broßmann (1829–1879), deutscher Kaufmann und Abgeordneter
- Gustav Frank (1832–1904), evangelischer Theologe
- Richard Bartholdt (1855–1932), US-amerikanischer Politiker, trat für Neutralität der USA im 1. Weltkrieg ein
- Max Horn (1863–nach 1943), Jurist, Landrat und Mitglied des Deutschen Reichstags
- Heinrich G. Blechschmidt (1867–1946), evangelischer Pfarrer und Gymnasialprofessor
- Kurt Holzschuher (1873–1945), deutscher Fabrikant und Politiker (DVP)
- Wilhelm Hartenstein (1888–1944), Generalmajor der Waffen-SS
- Kurt Piegler (1900–1969) zusammen mit seinem Bruder Inhaber der Metallwarenfabrik Gottfried Piegler
- Theodor Piegler (1904–1991) zusammen mit seinem Bruder Inhaber der Metallwarenfabrik Gottfried Piegler
- Bernhard Klee (* 1936), Dirigent und Pianist
- Hans-Ulrich Keller (* 1943), Astronom und Hochschullehrer
- Dietmar Lorenz (1950–2021), erster deutscher Judo-Olympiasieger
- Jutta Kranich-Rittweger (1961–2023), evangelische Theologin, psychologische Psychotherapeutin und Autorin
- Sören Dreßler (* 1975), Fußballspieler
- Mandy Planert (* 1975), Kanutin
- Daniela Kolbe (* 1980), Politikerin (SPD), MdB (2009–2021)
- Mathias Weiser (* 1986), Politiker (AfD)
- Anika Scheibe (* 1988), Model

### Weitere Persönlichkeiten
- Friedrich Groschuff (1701–1784), Erzieher des Prinzen Peter Friedrich Wilhelm in Eutin und Altphilologe
- Napoléon Bonaparte (1769–1821), französischer Staatsmann und Feldherr, übernachtete am 10. Oktober 1806 im Schleizer Schloss
- Feodor Hösler (1827–1868), deutscher Jurist und Politiker, Gemeinderat in Schleiz
- Konrad Duden (1829–1911), Altphilologe und Lexikograph, Begründer einer einheitlichen deutschen Rechtschreibung, war von 1869 bis 1876 Direktor am Schleizer Gymnasium (seit 1991 Dr.-Konrad-Duden-Gymnasium; gegründet 1656 als Rutheneum)
- Georg Schlick (1830–1900), deutscher Jurist und Politiker, Stadtrat in Schleiz
- Otto Walther (1848–1943), deutscher Kaufmann und Politiker, Ehrenbürger von Schleiz
- Berthold Schmidt (1856–1929), Archivar und Historiker, lebte und wirkte von 1884 bis zu seinem Tode in Schleiz
- Ernst Schunke (1862–1936), Zeichenlehrer am Schleizer Gymnasium, lebte von 1908 bis 1935 in Schleiz, Entdecker und früher Förderer von Otto Dix
- Clemens Weisker (1863–1919), Sohn des Schleizer Hofkonditors Heinrich Julius Weisker[26]; nach Studienabschluss praktischer Arzt und engagierter Sozialpolitiker in Gera-Untermhaus sowie Abgeordneter im Landtag des Fürstentums Reuß jüngerer Linie
- Robert Hänsel (1884–1962), Archivar, Historiker und Berufsschulleiter, lebte und wirkte von 1922 bis zu seinem Tode in Schleiz
- Manfred von Brauchitsch (1905–2003), Autorennfahrer, lebte mehrere Jahrzehnte bis zu seinem Tod im Schleizer Ortsteil Gräfenwarth
- Manfred Eckstein (* 1936), Arzt, Politiker, Heimatforscher, lebt und wirkt seit 1971 in Schleiz
- Wolfgang Nordwig (* 1943), erster nicht USA-Olympiasieger im Stabhochsprung 1972, lebt heute in Schleiz
- Freddy Kottulinsky (1932–2010), Renn- und Rallyefahrer.